# Aeroporto Internacional Osvaldo Vieira
O Aeroporto Internacional Osvaldo Vieira (IATA: OXB, ICAO: GGOV), também conhecido como Aeroporto de Bissau-Bissalanca, é um aeroporto do tipo internacional que serve à cidade de Bissau, a capital de Guiné-Bissau, bem como a própria Região Metropolitana de Bissau. É o único aeroporto internacional do país.
Está localizado no bairro de Bissalanca, na cidade-sector de Safim, que é conurbada à Bissau.

## Nome
O nome "Osvaldo Vieira" foi dado em homenagem a um dos mais destacados comandantes nacionalistas do PAIGC e das FARP durante a libertação do país.

## História

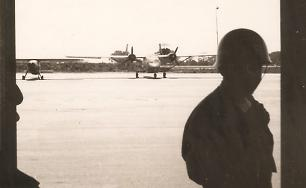
Aviões estacionados e pilotos portugueses na até então BA12-Bissalanca, em 1968.

Antes de 1955 a cidade de Bissau dependia principalmente do aeroporto de Bolama (atualmente inativo), que foi a capital colonial da Guiné até 1941. Até este tempo, aquele que vinha com destino à Bissau, após aterrissar em Bolama ainda precisava pegar balsa para chegar ao destino final.
O aeroporto foi inaugurado em maio de 1955 recebendo o nome de "Aeroporto Francisco Craveiro Lopes", justamente durante a visita deste presidente português. A despeito de seu nome oficial, geralmente era chamado de "Aeroporto de Bissalanca".
Entre 1961 e 1965, já durante a guerra de libertação nacional, foi transformado em Aeródromo-Base n.º 2 (AB2), e; entre 1965 e 1974 em Base Aérea n.º 12 (BA12), da Força Aérea Portuguesa.

## Infraestrutura
Possui uma área de 3 km² e perímetro de cerca de 11 km. Já sua pista mede de 3200 metros.
O aeroporto é o quartel-general e a principal base aérea da Força Aérea da Guiné-Bissau.

## Companhias e Destinos
| Companhias                                        | Destinos                 |
| ------------------------------------------------- | ------------------------ |
| EuroAtlantic Airways                              | Lisboa                   |
| Ethiopian Airlines (operado por SkyLink Aviation) | Dacar, Lomé              |
| Kingfisher Airlines                               | Dacar                    |
| Royal Air Maroc                                   | Banjul, Casablanca       |
| Senegal Airlines                                  | Dacar                    |
| TACV                                              | Dacar, Espargos, Praia   |
| TAP                                               | Lisboa                   |
| Air Guiné-Bissau                                  | Bubaque, Gabu (sazonais) |